# Neosybra excisa
Neosybra excisa är en skalbaggsart som beskrevs av Stefan von Breuning 1939. Neosybra excisa ingår i släktet Neosybra och familjen långhorningar. Inga underarter finns listade i Catalogue of Life.